# 一ツ木駅
一ツ木駅（ひとつぎえき）は、愛知県刈谷市一ツ木町五丁目にある名古屋鉄道名古屋本線の駅である。駅番号はNH20。

## 歴史
西福寺（三河三弘法二番札所）の最寄り駅であり、かつては弘法大師の月命日には急行列車が臨時停車していた。駅開業翌年には知立方面ホーム側に「五智堂」と名付けられた寺院風の待合室が建てられた。五智堂は老朽化により戦後間もなく撤去され、跡地にはまた別の寺院駅舎が建てられたが、現駅舎が建設される際にそれも取り壊された。
- 1923年（大正12年）4月1日 - 愛知電気鉄道の駅として開業。
- 1924年（大正13年）2月15日 - 旅客待合室（五智堂）の落成式[2]。
- 1935年（昭和10年）8月1日 - 名岐鉄道への合併により名古屋鉄道が発足したため、同社の駅となる。
- 1958年（昭和33年）11月24日 - 駅構内の踏切にてオート三輪が特急列車と衝突、列車全焼（一ツ木駅衝突火災事故）。
- 1970年（昭和45年）3月16日 - 無人化[3]。
- 2003年（平成15年）3月27日 - ダイヤ改正で上下線とも停車本数が約2倍となる。
- 2004年（平成16年）9月15日 - 駅舎を改築。トランパスの供用開始[4]。
- 2011年（平成23年）2月11日 - ICカード乗車券「manaca」供用開始。
- 2012年（平成24年）
  - 2月29日 - 「トランパス」供用終了。
  - 3月1日 -  刈谷市公共施設連絡バスの改正により一ツ木駅南バス停留所が新設。

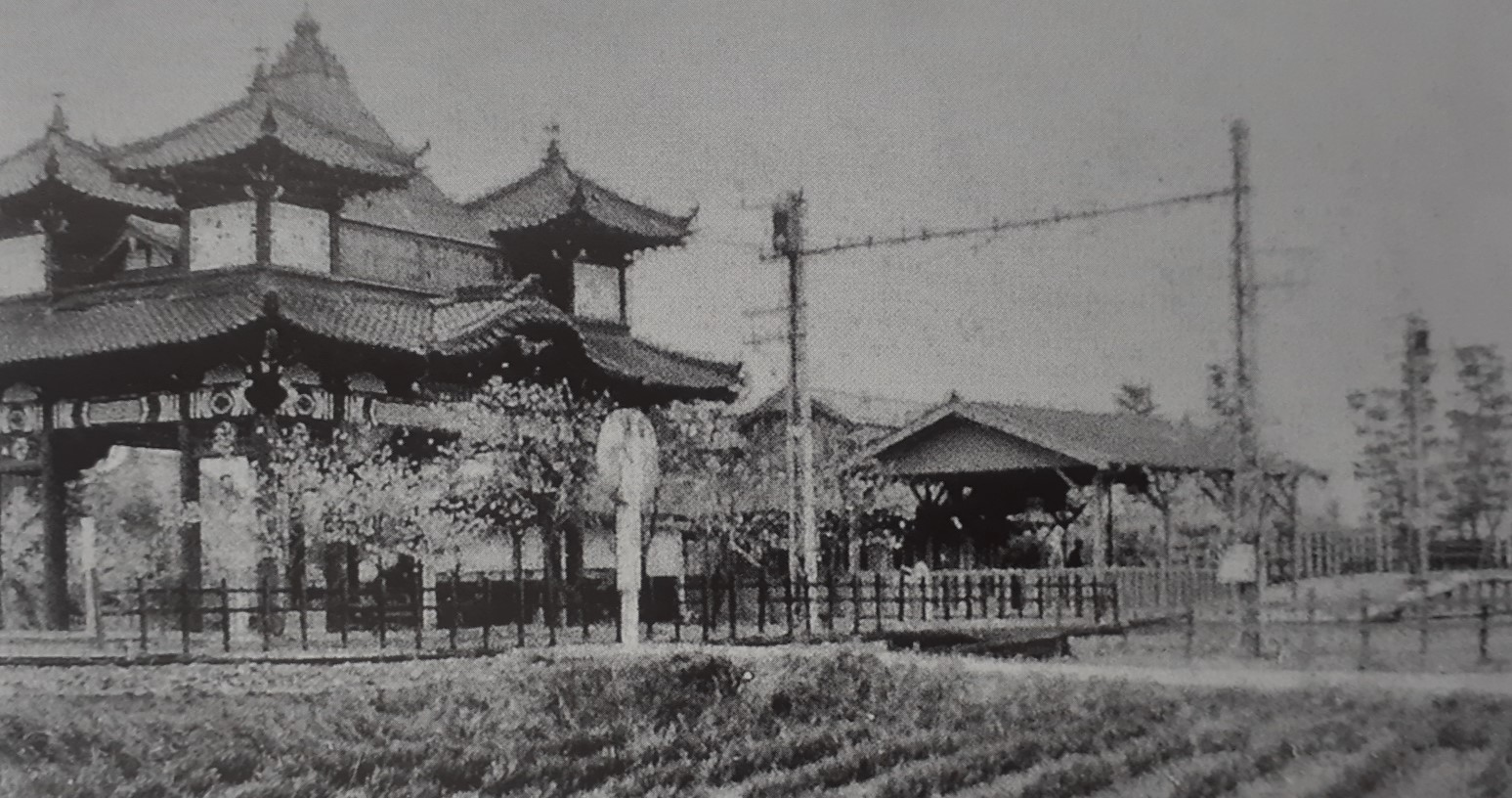
五智堂
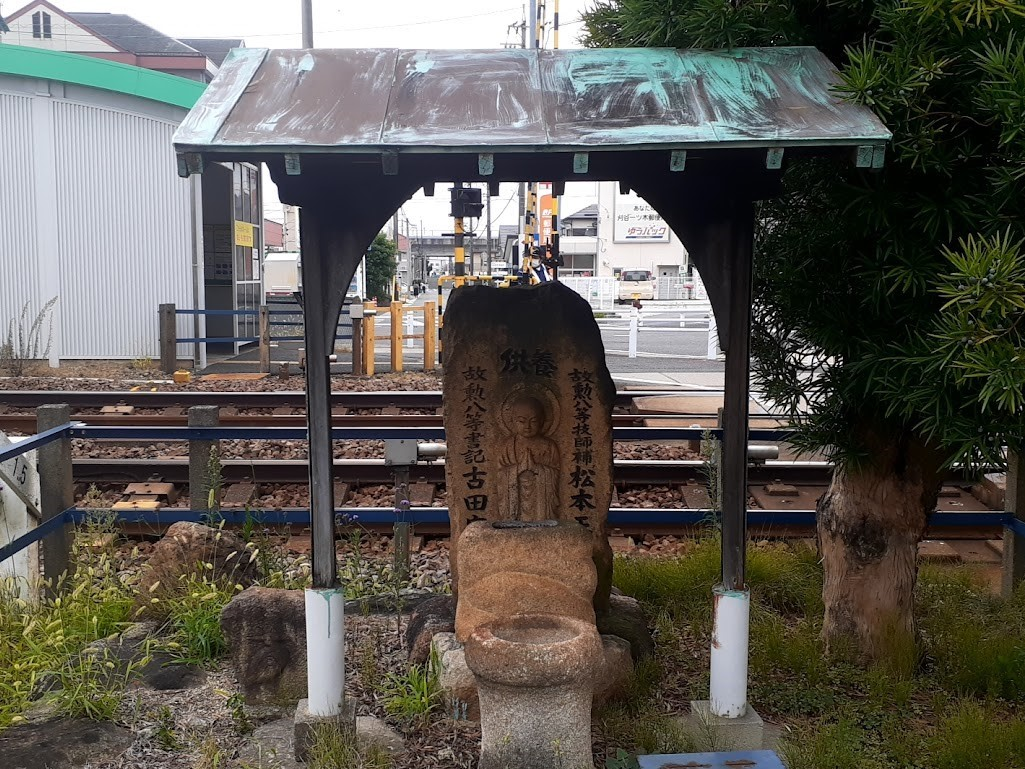
一ツ木駅衝突火災事故の供養碑

## 駅構造
6両編成対応の相対式ホーム2面2線を有する地上駅。駅集中管理システム（管理駅は知立駅）導入駅である。改札口は各ホームの名古屋寄りに1箇所ずつあり、付近には自動券売機（新規manaca通勤定期乗車券及び継続manaca定期乗車券の購入にも対応しているが、7:00～22:00以外の時間帯は名鉄ミューズカードでの決済は不可能である）と自動精算機（ICカードの積み増し等も可能）を1台ずつ備えている。なお、改札内に互いのホームを行き来できる通路はない。ホーム全体は半径600m（制限100km/h）の曲線上にありカーブしているため、1番線には乗務員支援のための監視モニターが設置されている。
当駅はトランパス導入前より無人駅であったが、無人化後も上りホーム側に駅舎があった。この駅舎は駅集中管理システム導入の際に取り壊され、簡易駅舎に建て替えられている。普通列車のみ停車する。
次の知立駅までは直線区間であり、ホームの端から知立駅を望むことができる。

### のりば
| 番線 | 路線          | 方向 | 行先                 |
| ---- | ------------- | ---- | -------------------- |
| 1    | NH 名古屋本線 | 下り | 金山・名鉄名古屋方面 |
| 2    | NH 名古屋本線 | 上り | 東岡崎・豊橋方面     |

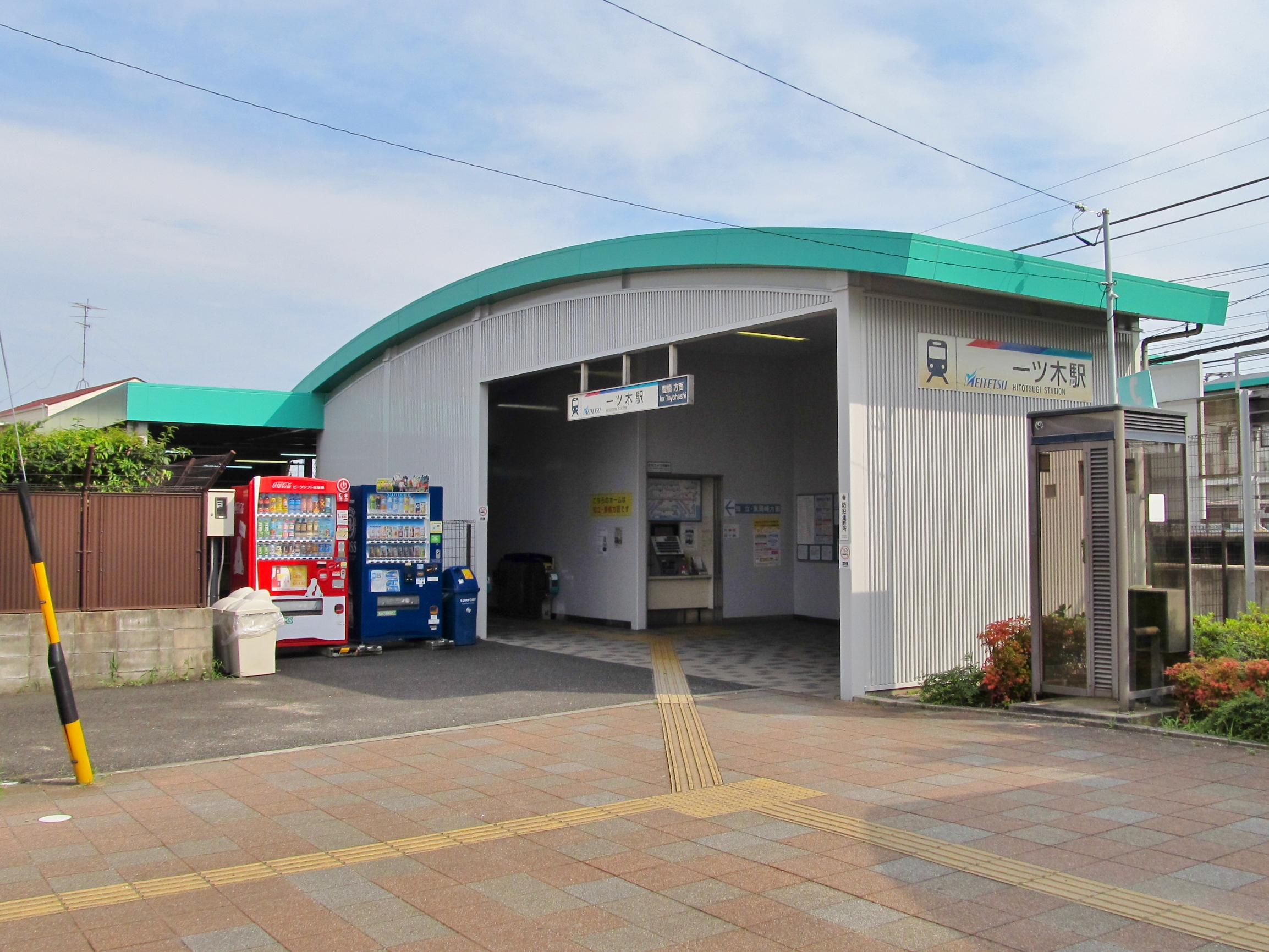
豊橋方面駅舎
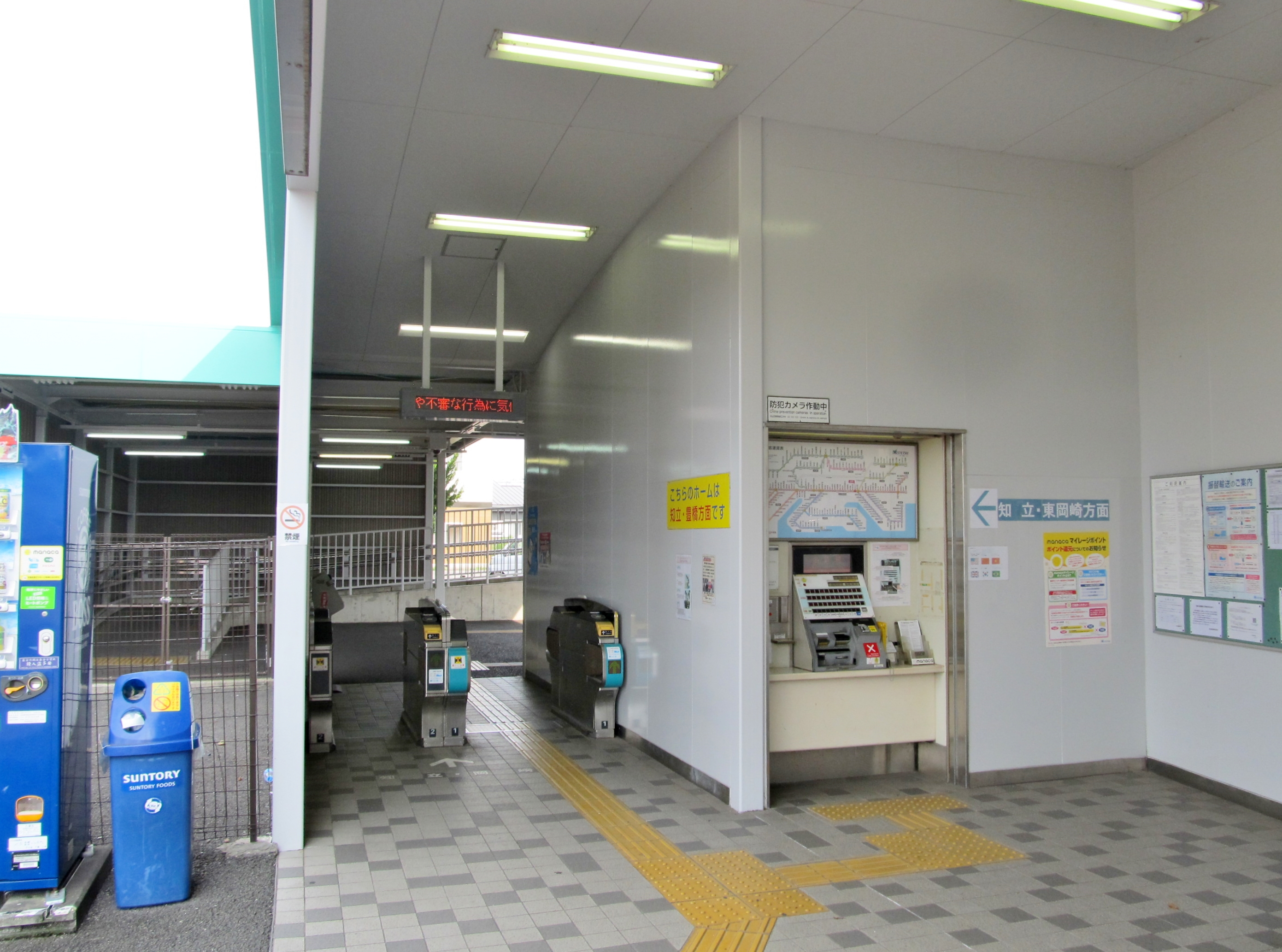
豊橋方面改札口
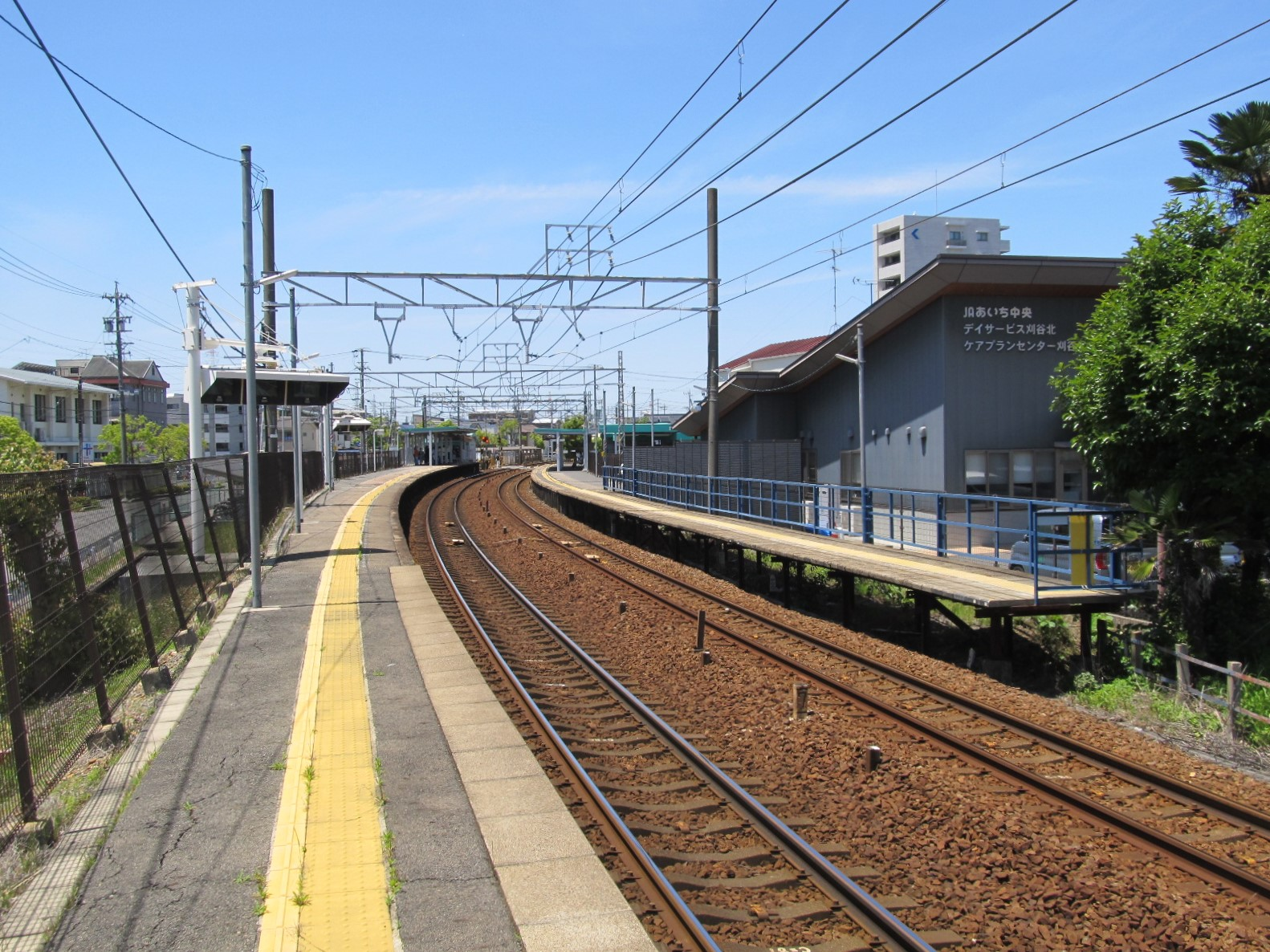
ホーム
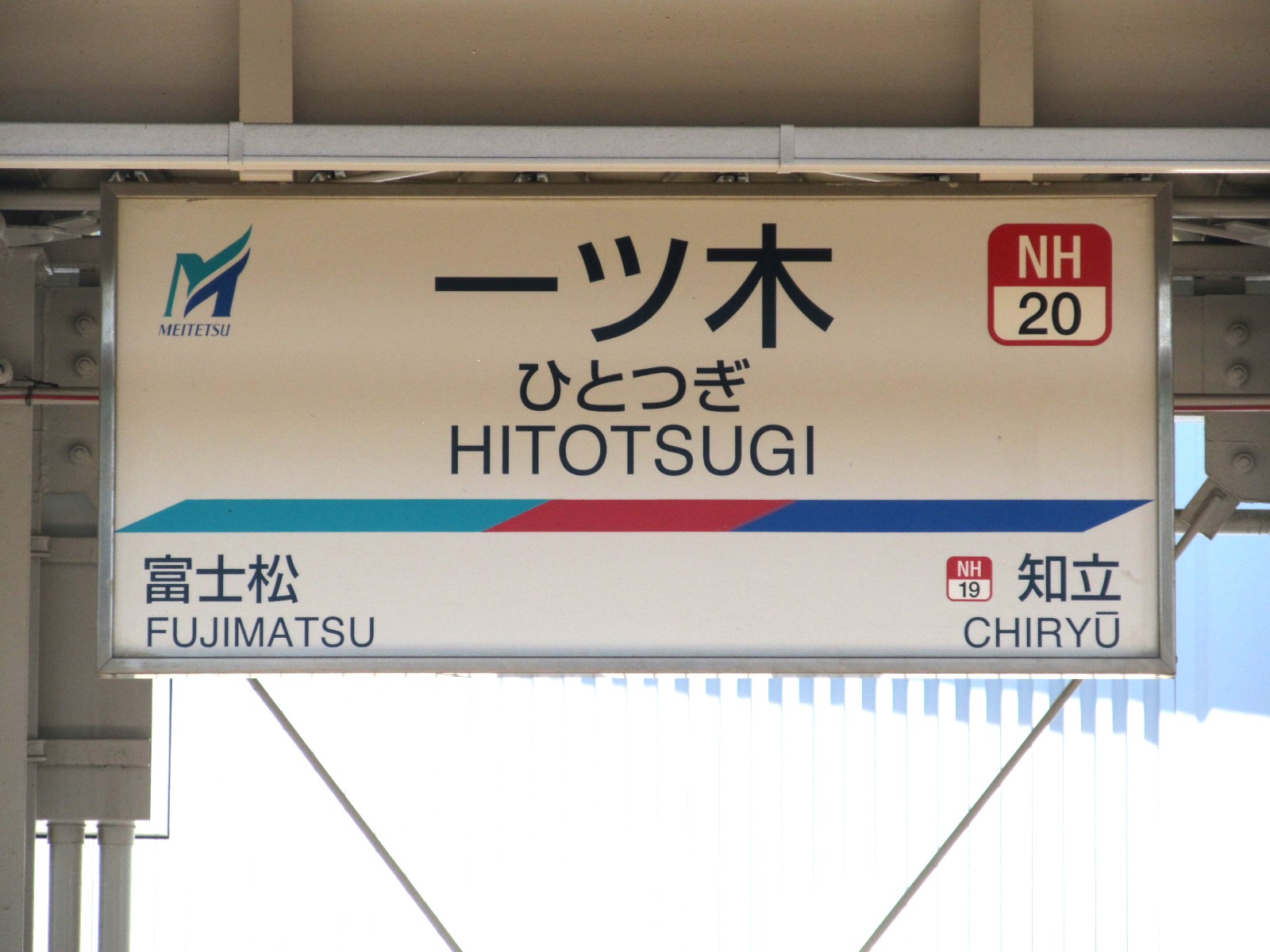
駅名標

### 配線図
| ← 東岡崎・ 豊橋方面 | 一ツ木駅 構内配線略図 | → 神宮前・ 名古屋方面 |
| 凡例 出典:          |                       |                       |

## 利用状況
- 『名鉄120年：近20年のあゆみ』によると2013年度当時の1日平均乗降人員は2,965人であり、この値は名鉄全駅（275駅）中 144位、 名古屋本線（60駅）中 39位であった[9]。
- 『名古屋鉄道百年史』によると1992年度当時の1日平均乗降人員は1,110人であり、この値は岐阜市内線均一運賃区間内各駅（岐阜市内線・田神線・美濃町線徹明町駅 - 琴塚駅間）を除く名鉄全駅（342駅）中215位、 名古屋本線（61駅）中49位であった[10]。
- 愛知県の統計によれば、1日平均の乗車人員は平成14年度582人、平成15年度664人、平成16年度833人、平成17年度968人、平成18年度1,064人、平成19年度1,153人と年々増加している。
- 「移動等円滑化取組報告書」によれば、2021年度の1日平均乗降人員は3,190人である[1]。

## 駅周辺

### 施設
- 国道23号（知立バイパス）
- 国道1号
- 愛知県産業技術研究所
- 刈谷市一ツ木福祉センター
- 刈谷市立かりがね小学校
- 刈谷市立雁が音中学校
- 刈谷市立平成小学校
- 刈谷市総合運動公園
- 刈谷一ツ木郵便局
- 西福寺（三河三弘法の二番札所）

### バス
刈谷市公共施設連絡バス
- 東境線（徒歩数分）
  - 刈谷駅方面 ひまわり行き
  - 富士松図書館方面 刈谷ハイウェイオアシス行き
- 一ツ木線
  - 雁が音中学校方面 総合運動公園行き
  - 刈谷駅方面 市役所行き

名鉄バス（弘法命日のみ運行）
- 弘法前行き[11]

## 隣の駅
名古屋鉄道
NH 名古屋本線
□快速特急・■特急・■急行・■準急
通過
■普通
知立駅 (NH19) - 一ツ木駅 (NH20) - 富士松駅 (NH21)